# 吉原省三
吉原省三（よしはら しょうぞう、1933年3月29日-2018年10月13日）は、日本の弁護士。

## 略歴
兵庫県尼崎市出身。1955年司法試験合格。1956年東京大学法学部卒、三菱銀行入社。1965年弁護士・弁理士登録。吉原特許法律事務所を開設した。

## 著書
- 『銀行取引法の諸問題』金融財政事情研究会 1973
- 『銀行取引法の諸問題 第2集』金融財政事情研究会 1975
- 『銀行取引の知識』日本経済新聞社 日経文庫 1976
- 『銀行取引法の諸問題 第3集』金融財政事情研究会 1978
- 『債権保全入門 担保・保証・管理・回収の基礎知識』金融財政事情研究会 キンザイ選書 1984
- 『だれでもわかる債権保全入門』金融財政事情研究会 1991
- 『知的所有権入門』金融財政事情研究会 1992
- 『プロフェッションとしての法曹 湯島でのモノローグ』商事法務研究会 2002

### 共編著・監修
- 『銀行取引 銀行と取引先のための法律知識』加藤一郎共編 有斐閣選書 1969
- 『実務法律大系 3 貸付取引』堀内仁,鈴木正和共編 青林書院新社 1973
- 『銀行取引の法律入門』高木多喜男共編 有斐閣新書 1976
- 『判例リース・クレジット取引法』岡部真純共編 金融財政事情研究会 1986
- 『現代銀行取引法』編 金融財政事情研究会 1987
- 『銀行取引入門 マンガ』原作 海原卓シナリオ 制野秀一マンガ 経済法令研究会 1989
- 『金融実務大辞典』蝋山昌一,貝塚啓明,神田秀樹共編 金融財政事情研究会 2000
- 『ガイドブック弁護士報酬』監修 商事法務 2005
- 『金融取引小六法 2005年版』黒田直行編集代表 大西武士,斎藤睦馬共編 経済法令研究会 2005
- 『銀行窓口の法務対策3300講 追補(民法改正・会社法施行・その他主要法令改正対応編)』前田庸,千種秀夫,高木新二郎共監修 金融財政事情研究会 2006
- 『金融法務辞典 第13版』伊藤進,川村正幸,許斐義信共責任編集 銀行研修社 2007
- 『取引の相手方と金融実務 改訂版』監修 金融財政事情研究会 2013
- 『ガイドブック弁護士報酬 公正会創立90周年記念出版 新版』片岡義広共編著 商事法務 2015